# Wilhelm Peters (peintre)
Pour les articles homonymes, voir Wilhelm Peters (homonymie) et Peters.
Wilhelm Otto Peters (1851-1935) est un peintre norvégien qui a participé au Det Moderne Gennembrud (en) dans la peinture nordique. Il est étroitement associé aux peintres de Skagen et il est l'un des premiers à avoir peint les pêcheurs du Brøndums store.

## Enfance et études
Né à Oslo, Peters étudie le dessin de 1867 à 1870 avec David Arnesen et J.F. Eckersberg (en). Travaillant comme illustrateur, il attire l'attention de Charles XV qui s'arrange pour qu'il étudie à l'Académie royale des beaux-arts de Suède à Stockholm de 1871 à 1873. Il part ensuite à Rome étudier avec Antonio Piccinni de 1873 à 1876 et termine ses études en 1880 après des séjours à Munich et à Paris,.

## Carrière

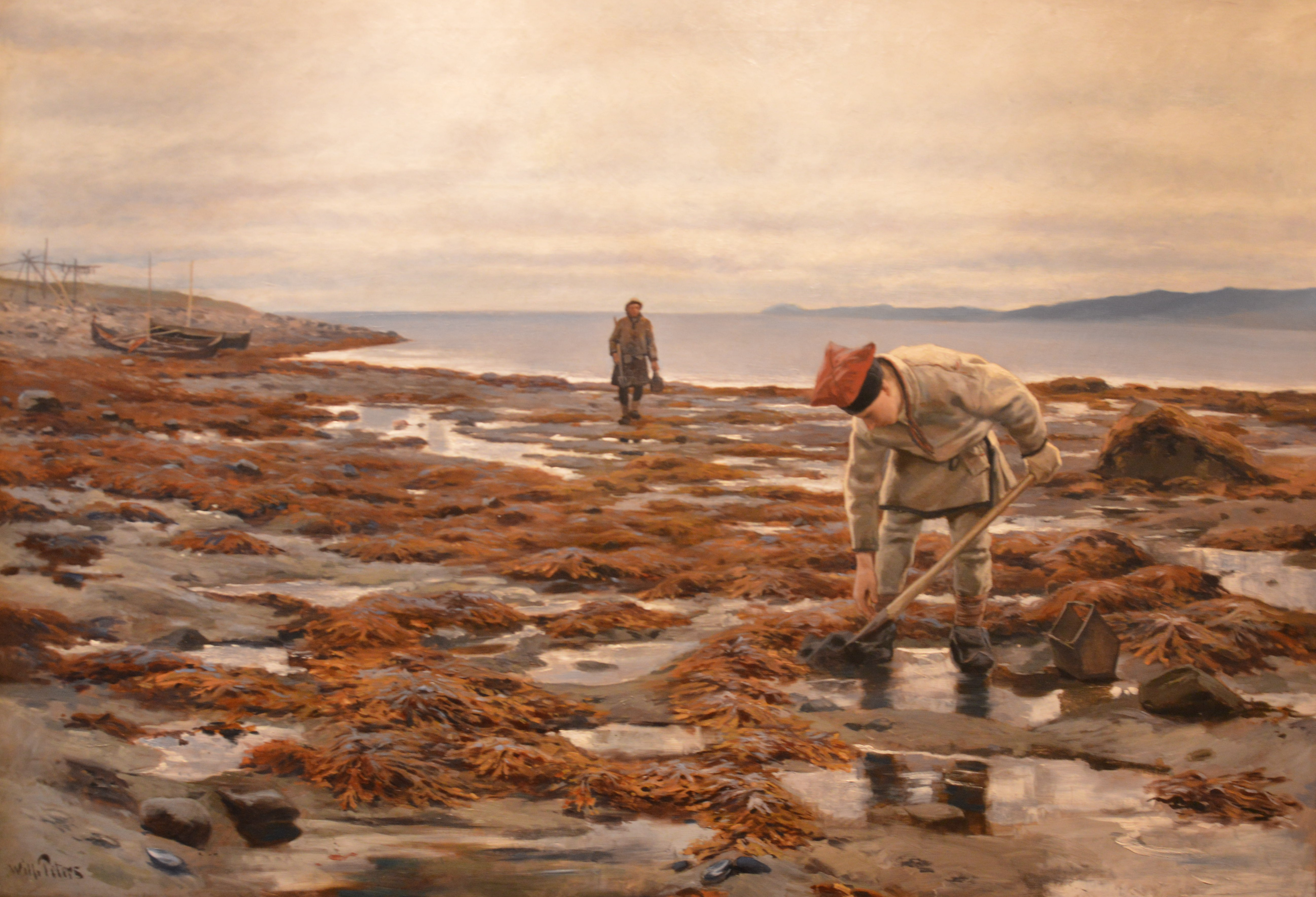
Wilhelm Peters : Digging for Worms (1884)

Éduqué comme un peintre historiciste inspiré par Lawrence Alma-Tadema, il se tourne vers le folklore, exposant au Danemark. Alors qu'il est à Paris à la fin de l’année 1879, il est attiré par le Naturalisme français. Quand il arrive à Skagen en 1881, il avait acquis une expérience internationale de ses voyages en Allemagne, à Rome et à Paris et il devient un contributeur du Det Moderne Gennembrud (en) dans la peinture nordique .
Après avoir rencontré Michael et Anna Ancher lors de sa première visite à Skagen, il y retourne en 1882 en 1883 quand il s'associe avec Christian Krohg, P.S. Krøyer et Eilif Peterssen. Il est un des premiers peintres de Skagen à peindre les pêcheurs dans l'auberge, un thème qui sera plus tard abordé par Michael Ancher et Krøyer.
Peters a réussi à exposer ses tableaux au Høstutstillingen (en) à Oslo en 1882. En 1885 il devient censeur à la Statens håndverks - og kunstindustriskole (en), un poste qu'il gardera jusqu'en 1923. En plus de ses peintures et gravures, il a créé des vitraux, par exemple ceux de la Cathédrale Saint-Olaf d'Oslo.